# Юркин, Антон Павлович
Анто́н Па́влович Ю́ркин (род. 3 июня 1975 года, Казань, Татарская АССР, РСФСР, СССР) — российский хоккеист.

## Биография
Воспитанник казанской хоккейной школы. С 1993 года начал играть в местной «Итили» в Межнациональной хоккейной лиге.
В 1995 году уехал в Минск и вошёл в состав другого клуба МХЛ — «Тивали» (участвовавшего также в чемпионате Белоруссии), с которым стал чемпионом (1995) и серебряным призёром (1996) национального первенства.
Вернувшись в Россию, играл в нескольких клубах младших лиг, в основном высшей лиги чемпионата России. В настоящее время работает арбитром и инспектором.

## Достижения
- Чемпион Белоруссии 1995[англ.].
- Серебряный призёр чемпионата Белоруссии 1996[англ.].